# T. S. Eliot
T. S. Eliot, pseudonimo di Thomas Stearns Eliot (Saint Louis, 26 settembre 1888 – Londra, 4 gennaio 1965), è stato un poeta, saggista, critico letterario, drammaturgo e editore statunitense naturalizzato britannico.

Firma di T.S. Eliot

Vincitore del premio Nobel per la letteratura nel 1948 , Eliot è considerato uno dei poeti più importanti del XX secolo.
Tra i massimi esponenti del modernismo, i suoi lavori furono molto influenzati dalle sue convinzioni religiose (si era infatti convertito all'anglicanesimo in gioventù) e da quelle politiche, auto-definendosi un conservatore e un uomo legato alle tradizioni.
Eliot fu autore di diversi poemi, alcuni dei quali destinati al teatro: Il canto d'amore di J. Alfred Prufrock, La terra desolata, Gli uomini vuoti, Ash Wednesday, Quattro quartetti, Assassinio nella cattedrale e Cocktail Party. È stato autore inoltre del saggio Tradition and the Individual Talent. Attivo anche nel campo della critica letteraria, egli fu inoltre un importante editore.

## Biografia
Era figlio di Charlotte Champe Stearns e di Henry Ware Eliot. Cresciuto in una famiglia benestante, Eliot s'infatuò per la letteratura già durante l'infanzia. Ciò fu dovuto in parte anche al fatto che da bambino ebbe dei problemi fisici. A causa di una doppia ernia inguinale congenita, non poteva infatti partecipare a molte attività fisiche e quindi socializzare con i coetanei. Una volta imparato a leggere, divenne subito ossessionato dai libri, prediligendo i racconti di vita selvaggia, come ad esempio il Tom Sawyer di Mark Twain.
Dal 1898 al 1905, Eliot frequentò una scuola di preparazione al college dell'Università di Washington, dove i suoi studi comprendevano latino, greco antico, francese e tedesco. A 14 anni iniziò a scrivere poesie sotto l'influenza della traduzione di Edward Fitzgerald del Rubaiyat di Umar Khayyam. La sua prima poesia pubblicata, "A Fable For Feasters", fu scritta come esercizio scolastico e fu pubblicata su una rivista nel 1905. Nel 1905 pubblicò anche tre racconti, "Birds of Prey", "A Tale of a Whale" e "The Man Who Was King". L'ultimo racconto citato rifletteva il suo interesse per le popolazioni indigene, precedendo quindi gli studi antropologici ad Harvard, università che frequentò dall'ottobre del 1906 e dove ebbe come compagni di studi il coetaneo e futuro poeta Alan Seeger e Conrad Aiken.
Ad Harvard la sua cultura si arricchì di una notevole conoscenza della letteratura europea. Studiò l'italiano leggendo Dante, poeta da lui molto ammirato, a cui successivamente dedicò uno dei suoi più famosi saggi. Nel 1910 si trasferì a Parigi e poté così studiare alla Sorbona, dove frequentò le lezioni di Henri Bergson ed entrò in contatto col simbolismo francese (suo tutore era Alain-Fournier, che lo presentò al cognato, Jacques Rivière). Più tardi, nel 1911, fece ritorno ad Harvard dove conseguì una laurea in filosofia. Nel 1914 vinse una borsa di studio per studiare al Merton College dell'università di Oxford, trasferendosi quindi nel Regno Unito.

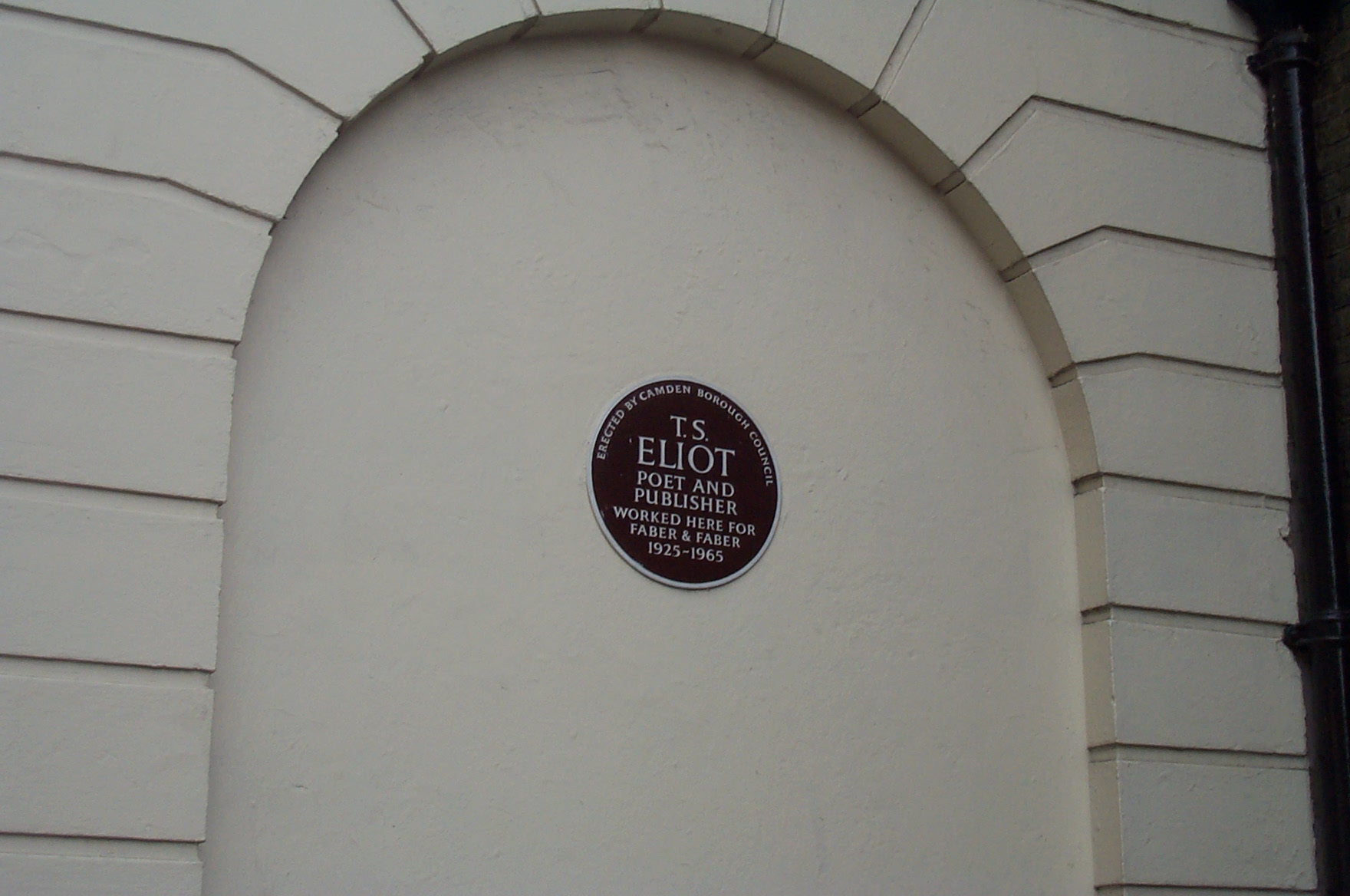
Placca commemorativa in ricordo di T. S. Eliot

Allo scoppio della prima guerra mondiale si trasferì a Londra, dove nel 1917 trovò lavoro come impiegato presso la Lloyd's Bank e cominciò a pubblicare le prime poesie. L'anno successivo sposò la ballerina Vivienne Haigh-Wood, nonostante le preoccupazioni dei genitori dovute all'instabilità mentale della donna. A Londra era anche in stretti rapporti con Ezra Pound, al quale è debitore dell'inserimento all'interno dei circoli artistici della capitale.
Dopo essere diventato direttore della casa editrice Faber and Gwyer (più tardi Faber and Faber), con la quale pubblicò lavori di giovani artisti quali Ezra Pound, Wystan Hugh Auden, Stephen Spender e Ted Hughes, passò un periodo di tempo in una clinica svizzera per sottoporsi ad una cura psicologica e qui terminò la sua opera La terra desolata, che pubblicò nel 1922. La poesia era rimasta la sua unica opportunità di fuga dalla vita familiare. In quello stesso anno, da ottobre, diede vita al periodico trimestrale The Criterion (uscito sino al gennaio del 1939), al quale collaboreranno, tra gli altri, Pirandello, Yeats, Auden e Proust; negli anni dal 1936 al 1939, la rivista appoggiò la causa dei repubblicani spagnoli.
Maturò intanto una sua conversione alla religione cristiana, già evidente in alcuni passi de La terra desolata. Nel 1927 divenne suddito britannico e si definì un "classicista in letteratura, monarchico in politica, anglo-cattolico in religione".  I temi anglo-cattolici emergono in opere quali: Il mercoledì delle ceneri (1930), I cori della rocca (1934), Assassinio nella cattedrale  (1935) e Quattro quartetti (1941).
Proprio nel 1927 aveva cominciato a frequentare la Chiesa anglicana, convertendosi poi all'anglicanesimo e professando idee conservatrici, cosa che lo allontanò ideologicamente dall'amico Ezra Pound, rivoluzionario, anti-monarchico e filo-fascista al tempo stesso, oltre che di tendenze religiose pagano-orientaleggianti (viceversa, Eliot è associato al filone politico-culturale del conservatorismo tradizionalista). La conversione alla confessione anglicana fu molto importante nella sua vita e influì notevolmente sulla sua produzione letteraria, che divenne più attenta ai temi religiosi e di intonazione meno amara e pessimista. Nel 1939 pubblicò uno dei suoi più importanti volumi di saggi, filosofici, dal titolo  The Idea of a Christian Society, ove è formulato l'auspicio dell'avvento di una nuova società europea liberal-democratica ispirata al Vangelo.
Dopo una travagliata riflessione, Eliot decise di separarsi dalla moglie facendola ricoverare in un istituto per malati mentali, dove ella morì nel 1947. La morte della moglie lasciò per sempre un senso di colpa nell'animo del poeta, anche se nel 1957 si risposò. Tra gli anni trenta e gli anni quaranta Eliot si concentrò maggiormente sui problemi etici e filosofici della società moderna.
Nel 1948 gli fu conferito il Premio Nobel per la letteratura "per il suo eccezionale e pionieristico contributo alla poesia contemporanea". Ammiratore di Groucho Marx, con il quale intrattenne un'affettuosa amicizia epistolare, lo ospitò a cena durante il soggiorno di questi a Londra nel 1964. Il 14 settembre 1964 venne insignito della Medaglia presidenziale della libertà dal Presidente Usa Lyndon B. Johnson. Morì di enfisema a Londra.

## Eliot e il modernismo

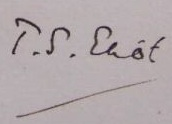
Firma autografa di Eliot

L'opera di Eliot appartiene al contesto del cosiddetto modernismo, movimento sviluppatosi fra il 1912 e la seconda guerra mondiale che comprese e rivoluzionò tutte le arti. I modernisti (tra i più noti, James Joyce, Virginia Woolf, lo stesso Eliot ed Ezra Pound) denunciarono:
1. la crisi della cultura occidentale,
2. l'alienazione e il senso di solitudine dell'artista in un mondo scientifico,
3. il rifiuto del passato e la rottura con la tradizione.

Il nome modernismo è legato particolarmente alla novità delle tecniche letterarie degli scrittori che ne facevano parte; tutti gli autori modernisti sono accomunati dal rifiuto della tradizione letteraria vittoriana (derivazione indebolita della letteratura romantica) e dal recupero della poesia del Seicento inglese (John Donne e i poeti metafisici).
Al centro della pratica letteraria modernista c'è il particolare uso dell'immagine (derivato in parte dal precedente movimento letterario, durato pochi anni, dell'imagismo, di cui aveva fatto parte Ezra Pound assieme al poeta inglese Thomas Ernest Hulme); per i modernisti l'immagine viene intesa non più come simbolo nel senso medioevale, romantico o simbolista, ma come correlativo oggettivo, trasposizione di significati concettuali astratti in un'immagine oggettuale priva di dirette e logiche connessioni con essi, ma capace di suggerirli emotivamente.
Teorizzata da Eliot, questa tecnica diviene l'unico modo di esprimere emozioni: "una serie di oggetti, una situazione, una catena di eventi che saranno la formula di quella emozione particolare; tali che quando i fatti esterni, che devono terminare in esperienza sensibile, siano dati, venga immediatamente evocata l'emozione". Una sorta di parallelismo può essere istituito, nella letteratura italiana, con la cosiddetta linea della "poetica dell'oggetto", che fa capo a Pascoli, Gozzano, Sbarbaro e Montale. La poesia modernista è una poesia di immagini, temi, frammenti, segni evidenti della crisi cosmica del poeta moderno: il linguaggio discorsivo è soppresso.

## Opere

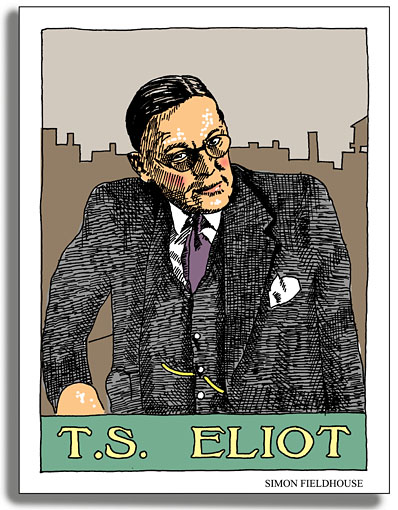

L'opera di Eliot viene generalmente suddivisa in due fasi. La prima, più pessimista, è identificata dalle poesie contenute nella raccolta Prufrock and Other Observations (1917) e dai poemi The Waste Land (La terra desolata, 1922) e The Hollow Men (1925).
Una seconda fase, caratterizzata da toni di speranza e marcatamente religiosa, viene fatta iniziare dal poema The Journey of the Magi scritto nel 1927, anno della conversione di Eliot al cristianesimo, e comprende il poema Ash Wednesday (Mercoledì delle ceneri, 1929), la raccolta Four Quartets (Quattro quartetti, 1936-1942) e il dramma Murder in the Cathedral (Assassinio nella cattedrale, 1935).

## Caratteristiche della poesia eliotiana
Sin dalle prime poesie, Eliot accosta una critica alla vacuità e alla frivolezza della società di Boston e di Londra a visioni di lirica bellezza: il bello è abbinato allo squallido. Il disinganno politico di cui è infusa la sua poesia è da relazionarsi con lo stato di shock in cui si trovava quella generazione che aveva sprecato la propria giovinezza nella prima guerra mondiale.
I contrasti tra le leggende e i miti classici, i rituali, le bellezze antiche e lo squallore delle osterie è proposto senza alcun commento, ma con versi taglienti e duri, attraverso un'alternanza di termini aulici e colloquiali.
La sua poesia propone una partecipazione dinamica e attiva, in quanto l'utilizzo dell'apparato mitologico, le citazioni da testi classici, l'uso di svariate lingue si appellano al lettore, il quale è chiamato a completare l'opera con la propria esperienza; un meccanismo, questo, che si trova anche nelle contemporanee opere di James Joyce. Eliot usa un metalinguaggio, cercando di proporre nuovi valori in un mondo in cui di fatto i criteri di credenza universalmente accettati si sono dissolti.
La poesia di Eliot è modernista: non presenta, cioè, un'ordinata sequenza di pensieri o uno sviluppo logico, quanto piuttosto una serie di "fotogrammi", di frammenti non collegati l'un l'altro da connessioni logiche.
Il clima culturale in cui si inserisce l'opera eliotiana è di profonda crisi esistenziale; sono ad essa contemporanee varie espressioni della condizione dell'uomo: espressionismo, cubismo, surrealismo, dadaismo, astrattismo, futurismo, esistenzialismo, relativismo in campo scientifico, sviluppo della psicoanalisi, la scoperta della divisibilità dell'atomo. In poche parole,
Where is the knowledge we have lost in information?»
Dov'è la conoscenza che abbiamo perso nell'informazione?»
(T.S. Eliot, The Rock, 1934)
Il risultato è un senso di isolamento che sfocia nella definizione di Wystan Hugh Auden The Age of Anxiety.

## Il metodo mitico
Il "mythical method" è un metodo con cui Eliot evidenzia il contrasto tra la fecondità di un mitico passato e la spirituale sterilità del mondo presente, caratterizzato dall'alienazione dell'uomo. Per Eliot i vecchi miti, pur essendo presenti, nella società moderna hanno perso il loro profondo significato, tanto che attraverso le mitiche allusioni appare il contrasto tra passato e presente. Eliot pone in contrasto l'insignificanza della vita con allusioni a vari miti del passato quali la leggenda di re Artù, la ricerca del santo Graal, metafora della ricerca della salvezza spirituale da parte dell'uomo. L'autore fa riferimento alle festività di Maggio che celebravano la rinascita della natura in primavera, ai miti dei Celti (in particolare quelli legati alla fertilità), alla leggenda del Re Pescatore nonché alla tradizione classica greca come in Waste Land dove, nel Sermone del fuoco, s'incontra la figura del vate tebano Tiresia.
Nel saggio Ulyxes, Order and Myth (1923) Eliot scrive che il "mythical method"  "è semplicemente un modo di controllare, di ordinare, di dare una forma e un significato all'immenso panorama di vanità e anarchia che è la storia contemporanea".

## Eliot saggista
In After Strange Gods e Notes Towards the Definition of Culture Eliot difende una tradizione che è necessario restaurare se non, addirittura, reinventare. Egli critica severamente la sua società, che continua ad inebriarsi di parole che illudono l'uomo e lo trascinano sempre più lontano da una perfetta organizzazione del mondo. Quest'ultima è vista da Eliot come definita attraverso una rigida organizzazione gerarchica delle classi guidate da un'élite teologica, una comunità di Cristiani che crei un sistema educativo comune capace di guidare l'intera umanità verso il perseguimento di valori veramente universali. In questo contesto si inquadra la polemica contro i "free-thinkers jews" evocati in After Strange Gods, che minerebbero la coesione della società. Secondo quanti ritengono Eliot un antisemita, questa affermazione non sarebbe che la continuazione in chiave politica di una polemica antiebraica da lui già condotta con gli strumenti della poesia, ritraendo (eminentemente in Gerontion e Burbank with a Baedeker: Bleistein with a cigar) figure di ebrei sordide e profittatrici.
Nondimeno, Eliot rifiuta le visioni politiche liberali e democratiche: quelle liberali perché hanno portato a una società in cui l'uso delle risorse naturali e umane si è trasformato in loro sfruttamento per il vantaggio egoistico di pochi; quelle democratiche perché "una marmaglia non cesserà di essere marmaglia perché è ben nutrita, ben vestita, ben alloggiata e ben disciplinata".
In Tradition and the Individual Talent Eliot esprime due importanti concetti per la sua critica letteraria.
1. Il poeta non ha una personalità da esprimere: la poesia è solo un mezzo, per cui le liriche romantiche sono rifiutate e abbandonate
2. Le rivoluzioni si compiono con l'apporto di molteplici modificazioni minime alle opere del passato: "nessun poeta, nessun artista di nessuna arte contiene un completo significato da solo. Il suo senso, la sua comprensione è la comprensione del suo rapporto con i poeti ed artisti morti", poiché il poeta deve collocarsi all'interno del proprio tempo storico con la consapevolezza che il suo passato, "tutta la letteratura d'Europa sin da Omero", è altrettanto presente quanto ciò che sta avvenendo nello stesso ambito culturale nel tempo che gli è contemporaneo.

## Eliot critico del giallo
T.S. Eliot fu anche un lettore e un critico attento del romanzo giallo. In un breve saggio apparso sulla sua rivista letteraria The Criterion, descrisse le sue cinque regole per scrivere una buona detective story:
- "La storia non deve basarsi su travestimenti elaborati e incredibili".
- Le motivazioni del criminale dovrebbero essere abbastanza prevedibili. "Nessun furto, ad esempio, dovrebbe essere dovuto alla cleptomania (sempre che esista una cosa del genere)".
- La soluzione non dovrebbe coinvolgere il soprannaturale o "misteriose e assurde scoperte fatte da scienziati solitari".
- "Meccanismi elaborati e bizzarri sono irrilevanti. Scrittori investigativi di tendenze austere e classiche lo aborriranno".
- "Il detective dovrebbe essere altamente intelligente ma non sovrumano. Dovremmo essere in grado di seguire le sue deduzioni e quasi, ma non del tutto, farle con lui"[15].

### "Recent Detective Fiction"
Nel breve saggio "Recent Detective Fiction" (1927) Eliot recensisce sedici volumi dedicati ai temi del crimine e dell'investigazione, che divide in tre gruppi. Il primo gruppo comprende romanzi che, a suo avviso, appartengono alla detective fiction vera e propria; il secondo gruppo include quelle che secondo Eliot si possono definire mystery tales; il terzo gruppo invece tratta di crimini reali e non di finzione.. Eliot effettua quindi una chiara distinzione tra detective fiction e mystery tale, sottolineando comunque come i due generi siano intrecciati e che la differenza risiede soprattutto nella predominanza di uno o dell’altro genere all'interno di uno stesso testo. Secondo Eliot, nella detective story vera e propria non dovrebbe accadere nulla: il crimine ha già avuto luogo e il resto del racconto consiste in un raccogliere, selezionare e ricombinare gli indizi; nella mystery tale, invece, il lettore è guidato di avventura in avventura. Per il poeta si possono spesso individuare elementi della mystery tale nella detective fiction, ma questi restano subordinati all’interesse primario che è l’investigazione.
Analizzando Problems of Modern American Crime, Eliot giunge alla conclusione che nella reale attività della polizia ci sia poco spazio per l'abilità dell'investigatore così come viene descritta nella detective fiction: i crimini avvengono per lo più di fronte a testimoni e il racconto dell'inchiesta può concentrarsi solo sul processo penale. Secondo Eliot, l’unica figura reale nella quale si potrebbero individuare degli elementi di eroismo è quella della guardia carceraria. Eliot ritiene quindi che Problems of Modern American Crime dimostri quanto la detective fiction abbia ben poco a che fare con vera realtà della criminalità.
Il saggio prosegue illustrando le preferenze di Eliot per quanto riguarda le opere letterarie analizzate nel saggio, a partire da Lo strana morte del Signor Benson di S.S. Van Dine, che egli ritiene il migliore di questi romanzi. Delle opere di Van Dine Eliot sottolinea due idee innovative: in primo luogo, il protagonista non è uno scienziato o un avvocato, bensì un intenditore d’arte che applica all'investigazione dei crimini gli stessi principi che Bernard Berenson applicava all'attribuzione delle opere pittoriche; in secondo luogo, il movente del criminale non è un indizio determinante per risolvere il caso, poiché validi motivi per commettere l’omicidio sono attribuiti a tre o quattro dei personaggi diversi. L'autore passa quindi a discutere The Crime at Diana's Pool di Victor L. Whitechurch e The Three Taps di Ronald Knox, fra i quali sostiene di preferire il primo in quanto "più serio", mentre il secondo rischia di essere rovinato a causa dell'utilizzo di un elemento fantastico inadatto al genere. Allo stesso modo Eliot critica i personaggi di Know in quanto comici e quindi anch'essi fuori luogo in un romanzo poliziesco. Fra le opere che giudica di qualità inferiore, Eliot critica in particolare la struttura episodica di Mr. Fortune Please di H.C. Bailey, a suo avviso funzionale all'epoca di Arthur Conan Doyle ma ormai sorpassata. Eliot si rivela infine deluso da The Mortover Grange Mystery e The Green Rope di J. S. Fletcher nelle quali, sostiene, è assente un qualsiasi personaggio interessante. In generale, della moderna detective fiction l’autore lamenta l’assenza di austerità e puro piacere intellettuale che si trova nelle opere di Edgar Allan Poe e la mancanza della pienezza e abbondanza di vita che si riscontra nei romanzi di Wilkie Collins. Per Eliot il lettore desidererebbe che la narrazione sia interamente dedicata all'intreccio poliziesco o, viceversa, che maggior spazio fosse dedicato all'elaborazione dei personaggi e del contesto in cui essi vivono.

### Eliot e S. S. Van Dine
Eliot considera S. S. Van Dine uno dei migliori esponenti del genere poliziesco. Il più grande pregio dei suoi romanzi, secondo il poeta, è la dimensione ludica del racconto che coinvolge pienamente il lettore nella sua dinamica. Ciò nonostante, Eliot critica i romanzi di Van Dine per l'eccessiva complicatezza degli espedienti narrativi che utilizza, i quali a suo avviso si allontanano dallo scopo del genere, che consisterebbe nel parlare della natura umana. Eliot considera Van Dine inferiore ad altri autori di gialli come Richard Austin Freeman e Freeman Wills Crofts, ma allo stesso livello di Lynn Brock e J. J. Connington. Il poeta afferma, inoltre, che i tanti pregi del detective Philo Vance portino a un'eccessiva complicazione delle trame per poterne giustificare l'intelligenza.
In una recensione de La canarina assassinata, Eliot giudica il secondo lavoro dello scrittore americano altrettanto valido quanto il suo esordio, La strana morte del signor Benson. Il poeta individua nel romanzo una specifica debolezza, ovvero l'eccessiva complessità della trama da cui deriva a suo avviso una soluzione troppo meccanica dell'intreccio. Secondo Eliot questa caratteristica dei romanzi di Van Dine è tipica della scuola americana del romanzo poliziesco e ne rappresenta il limite, poiché a suo avviso i crimini al centro della narrazione andrebbero costruiti a partire dalla natura umana piuttosto che intorno espedienti ingegnosi e improbabili. A conferma della sua teoria, Eliot elogia la risoluzione del delitto descritta ne La canarina assassinata attraverso il racconto dell'episodio della partita di poker, che egli ritiene il più grande contributo di Van Dine all’arte del romanzo poliziesco.
In una recensione non firmata a La fine dei Greene Eliot nota un’evoluzione dello stille dell'autore rispetto ai suoi primi romanzi polizieschi. Secondo il poeta, tuttavia, Van Dine continua ad elaborare troppo le sue trame, rischiando così di cadere nello stereotipo del poliziesco americano. Anche qui il metodo resta infatti lo stesso: lo scrittore costruisce un caso contro una mezza dozzina di sospettati e le complicazioni delle vicenda sono tali da dover essere risolte da uno stratagemma meccanico, la cui unica giustificazione appare l'esigenza di mettere in risalto l’intelligenza del detective. Nonostante i suoi limiti, Van Dine resta secondo Eliot il miglior autore di romanzi polizieschi.

## Critiche a Eliot
Eliot subì anche pesanti critiche. Famosa l'invettiva di Elias Canetti: 
(Elias Canetti)
Dylan Thomas rispose sarcasticamente alla descrizione di sé stesso data da Eliot ("in politica sono un monarchico, in religione un anglo-cattolico, in letteratura un classicista"): 
(Dylan Thomas)

## Opere
- (EN)  Sacred Wood, New York, Alfred A. Knopf, 1921.
- (EN)  Ara Vus Prec, Londra, The Ovid Press, 1919.
- (EN)  Prufrock and other observations, Londra, The Egoist Ltd, 1917.
- (EN)  Waste Land, New York, Horace Liveright, 1922.

Poesia
- (EN)  Prufrock and Other Observations (1917)
  - The Love Song of J. Alfred Prufrock - Portrait of a Lady - Preludes - Rhapsody on a Windy Night - Morning at the Window - The Boston Evening Transcript - Aunt Helen - Cousin Nancy - Mr. Apollinax - Hysteria - Conversation galante - La figlia che piange
- (EN)  Poems (1920)
  - Gerontion - Burbank with a Baedeker: Bleistein with a Cigar - Sweeney Erect - A Cooking Egg - Le directeur - Mélange adultère de tout - Lune de miel - The Hippopotamus - Dans le restaurant - Whispers of Immortality - Mr. Eliot's Sunday Morning Service - Sweeney among the Nightingales
- (EN)  Ara Vos Prec (1920)
- (EN)  The Waste Land (1922)
  - I. The Burial of the Dead - II. A Game of Chess - III. The Fire Sermon - IV. Death by Water - V. What the Thunder Said - Notes
- (EN)  The Hollow Men (1925)
- (EN)  Ash Wednesday (1930)
  - I. Because I do not hope turning of the second stair - II. Lady, three white leopards sat under a juniper-tree - III. At the first turning of the second stair - IV. Who walked between the violet and the violet - V. If the lost word is lost, if the spent word is spent - VI. Although I do not hope to turn again
- (EN)  Ariel Poems (1927-1954)
  - The Journey of the Magi (1927) - A Song for Simeon (1928) - Animula (1929) - Marina (1930) - The Cultivation of Christmas Trees (1954)
- (EN)  Unfinished Poems
  - Sweeney Agonistes - Fragment of a Prologue - Fragment of an Agon - Coriolan (1931): I. Triumphal March - II. Difficulties of a Statesman
- (EN)  Minor Poems
  - Eyes that last I saw in tears - The wind sprang up at four o'clock - Five-finger exercises (I. Lines to a Persian Cat - II. Lines to a Yorkshire Cat - III. Lines to a Duck in the Park - IV. Lines to Ralph Hodgson Esqre. - V. Lines for Cuscuscaraway and Mirza Murad Ali Beg) - Landscapes (I. New Hampshire - II. Virginia - III. Usk - IV. Rannoch, by Glencoe - V. Cape Ann) - Lines for an Old Man
- (EN)  Choruses from "The Rock" (1934)
  - I. The Eagle soars in the summit of Heaven - II. Thus your fathers were made - III. The Word of the Lord came unto me, sating - IV. THere are those who would build the Temple - V. O Lord, deliver me from the man of excellent intention and impure heart - VI. It is hard for those who have never known persecution - VII. In the beginning God created the world - VIII. O Father we welcome your words - IX. Son of Man, behold with thine eyes, and hear with thine ears - X. You have seen the house built, you have seen it adorned
- (EN)  Old Possum's Book of Practical Cats (1939). Raccolta di poesie da cui è tratto il musical Cats di Andrew Lloyd Webber del 1981.
- (EN)  Four Quartets (1945)
  - Burnt Norton (1925) - East Coker (1940) - The Dry Salvages (1941) - Little Gidding (1942)
- (EN)  Occasional Verses
  - Defense of the Islands - A Note on War Poetry - To the Indians Who Died in Africa - To Walter de la Mare - A Dedication to My Wife

Teatro
- (EN)  Sweeney Agonistes (1926). Prima rappresentazione: 1934.
- (EN)  The Rock (1934). Tradotto in italiano come La rocca.
- Assassinio nella cattedrale (EN)  Murder in the Cathedral, 1935
- (EN)  The Family Reunion (1939)
- (EN)  The Cocktail Party (1949)
- Il segretario particolare (EN)  The Confidential Clerk, 1954
- (EN)  The Elder Statesman[22] (1959). Prima rappresentazione: 1958.

Saggi
- (EN)  Ezra Pound. His Metric and Poetry (1917)
- (EN)  The Sacred Wood: Essays on Poetry and Criticism (1920)
- (EN)  The Second-Order Mind (1920)
- (EN)  Tradition and the individual talent (1920)
- (EN)  Homage to John Dryden (1924)
- (EN)  Shakespeare and the Stoicism of Seneca (1928)
- (EN)  For Lancelot Andrewes (1928)
- (EN)  Dante (1929)
- (EN)  Thoughts after Lambeth (1931)
- (EN)  Selected Essays 1917-1932 (1932)
- (EN)  The Use of Poetry and the Use of Criticism (1933)
- (EN)  After Strange Gods (1934)
- (EN)  Elizabethan Essays (1934)
- (EN)  Essays. Ancient and Modern (1936)
- (EN)  The Idea of a Christian Society (1939)
- (EN)  Points of View (1941)
- (EN)  The Music of Poetry (1942)
- (EN)  The Classic and the Man of Letters (1942)
- (EN)  Reunion by Destruction (1943)
- (EN)  What Is Classic? (1945)
- (EN)  On Poetry (1947)
- (EN)  Milton (1947)
- (EN)  Notes Towards the Definition of Culture (1948)
- (EN)  Poetry and Drama (1951)
- (EN)  The Three Voices of Poetry (1954)
- (EN)  The Froniers of Criticism (1956)
- (EN)  Essay on Poetry and Poets (1957)
- (EN)  Introduction to Blaise Pascal Pensées (1958)
- (EN)  George Herbert (1962)
- (EN)  Knowledge and Experience in the Philosophy of F. H. Bradley (1964)
- (EN)  To Criticize the Critic (1965)

### Articoli
- (EN)  "Homage to Wilkie Collins: An Omnibus Review of Nine Mystery Novels", The Criterion, gennaio 1927,  ora in Complete Prose of T.S. Eliot. Volume 3, Literature, politics, belief, 1927-1929, Baltimore, Johns Hopkins University Press, 2015, pp. 105–109.
- (EN)  "Recent Detective Fiction", ora in Complete Prose of T.S. Eliot. Volume 3, Literature, politics, belief, 1927-1929, Baltimore, Johns Hopkins University Press, 2015, pp. 105–109.
- (EN)  "An unsigned review of The Canary Murder Case, by S. S. Van Dine", in The Monthly Criterion: A Literary Review, 6, p. 377, ora in Complete Prose of T.S. Eliot. Volume 3, Literature, politics, belief, 1927-1929, Baltimore, Johns Hopkins University Press, 2015, p. 70.
- (EN)  "An unsigned review of The Greene Murder Case, by S. S. Van Dine", in The Criterion: A Literary Review, 8, pp. 174–175, ora in Complete Prose of T.S. Eliot. Volume 3, Literature, politics, belief, 1927-1929, Baltimore, Johns Hopkins University Press, 2015, pp. 483–484.

### Pubblicazioni italiane

#### Traduzioni
In ordine cronologico per traduzione:
- Dante, a cura di Luigi Berti, Modena-Parma: Guanda, 1942.
- Appunti per una definizione della cultura, trad. di Giorgio Manganelli, Milano: Bompiani, 1952; 1967.
- Poesie, a cura di L. Berti, Parma: Guanda, 1955.
- Sulla poesia e sui poeti, trad. di Alfredo Giuliani, Milano: Bompiani, 1960; Milano: Garzanti, 1975.
- Poesie, prefazione e trad. di Roberto Sanesi, Milano: Bompiani, 1961.
- Il libro dei gatti tuttofare, prefazione di Emilio Tadini, trad. di R. Sanesi, Milano: Bompani, 1963.
- La terra desolata. Frammento di un agone. Marcia trionfale, prefazione e trad. di Mario Praz, Torino: Einaudi, 1963, 1970, 1985.
- T. S. Eliot tradotto da Eugenio Montale, Milano: Vanni Scheiwiller All'insegna del pesce d'oro, 1963 (contiene: A Song for Simeon; La figlia che piange. Animula).
- Saggi elisabettiani, a cura di Alfredo Obertello, Milano: Bompiani, 1965.
- Teatro, a cura di Salvatore Rosati, trad. di Alberto Castelli e Desideria Pasolini Dell'Onda, Milano: Bompiani, 1966 (contiene: Assassinio nella cattedrale; La riunione di famiglia; Il cocktail party; L'impiegato di fiducia; Il grande statista).
- Il bosco sacro: saggi sulla poesia e la critica, a cura di Luciano Anceschi, trad. di Vittorio Di Giuro e A. Obertello, Milano: Bompiani, 1967; 1985.
- Ezra Pound: metrica e poesia, a cura di Laura Caretti, Milano: All'insegna del pesce d'oro, 1967.
- Saint-John Perse, Anabase, con le trad. inglese di T. S. Eliot (1930) e italiana di Giuseppe Ungaretti, Verona: Le rame, 1967.
- Cori da "La Rocca", a cura di R. Sanesi, Milano: Arnoldo Mondadori Editore, 1971; con introduzione di Piero Bigongiari, Milano: Rizzoli, 1994.
- La terra desolata, trad. di Elio Chinol, con 11 disegni di Ernesto Treccani, Ravenna: Loperfido, 1972.
- L'uso della poesia e l'uso della critica, e altri saggi, a cura di R. Sanesi, Milano: Bompiani, 1974.
- La terra desolata, introduzione e trad. di Alessandro Serpieri, Milano: Rizzoli, 1982; 1985.
- Opere 1904-1939, a cura di R. Sanesi, Milano: Bompiani, 1992.
- La terra desolata, a cura di Angelo Tonelli, Milano: Crocetti, 1992.
- Quattro quartetti, introduzione di Attilio Brilli, trad. di Filippo Donini, Milano: Garzanti, 1992.
- Opere 1939-1962, a cura di R. Sanesi, Milano: Bompiani, 1993.
- Scritti su Dante, a cura di R. Sanesi, trad. di V. Di Giuro, Giovanni Vidali e Gloria Rivolta, Milano: Bompiani, 1994; 2001.
- Tutto il teatro, a cura di R. Sanesi, Milano: Bompiani, 1994 (volume 1: Sweeney agonista; Cori da "La rocca"; Assassinio nella cattedrale; Riunione di famiglia - volume 2: Cocktail party; L'impiegato di fiducia; L'anziano statista).
- Cori da "La Rocca", a cura di Franco Loi, Milano: Rizzoli, 1996.
- Poesie 1905/1920, prefazione e trad. di Massimo Bacigalupo, Roma: Newton Compton, 1995.
- La terra desolata e Quattro quartetti, introduzione di Czesław Miłosz, trad. di Angelo Tonelli, Milano: Feltrinelli, 1995.
- L'idea di una società cristiana, traduzione di A. Linder e L. Foà, introduzione di Sergio Quinzio, Milano: Comunità, 1983; traduzione e cura di Marco Respinti, Milano: Gribaudi, 1998.
- La sorella velata, poesie scelte, a cura di Lorenza Gattamorta, introduzione di Davide Rondoni, Milano: Rizzoli, 2000.
- Quattro quartetti, a cura di Elio Grasso, Bari: Palomar, 2000.
- Intervista con T. S. Eliot, a cura di Donald Hall, trad. di Valentina Pigmei, introduzione di Pasquale Panella, Roma: Minimum fax, 2000.
- La terra desolata, a cura di Giuseppe Massara; con una nota di Nadia Fusini, Brescia: l'Obliquo, 2002.
- Quattro quartetti, a cura di Audrey Taschini, Pisa, Edizioni ETS, 2010. ISBN 88-87467-32-3.
- La terra desolata, per la traduzione e cura di Erminia Passannanti, Oxford: The Mask Press, 2011. ISBN 978-1-4812-7723-5.
- Quattro Quartetti / Four Quartets, a cura di Elio Grasso, Raffaelli Editore, Rimini 2017.
- La terra desolata, tradotto da Aimara Garlaschelli, Introduzione di Anthony Leonard Johnson, Edizioni ETS, Pisa 2018.
- Quattro Quartetti, a cura di Audrey Taschini, Bompiani ed., Milano, 2022.

## Filmografia
- Tom & Viv - Nel bene, nel male, per sempre (1994) di Brian Gilbert